# Žarnov (district de Košice-okolie)
Pour les articles homonymes, voir Žarnov.
Žarnov est un village de Slovaquie situé dans la région de Košice.

## Histoire
La première mention écrite du village date de 1332.
La localité fut annexée par la Hongrie après le premier arbitrage de Vienne le 2 novembre 1938. En 1938, on comptait 524 habitants dont 10 d'origine juive. Elle faisait partie du district de Turňa nad Bodvou (hongrois : Tornai járás). Le nom de la localité avant la Seconde Guerre mondiale était Žarnov/Zsarnó. Durant la période 1938 - 1945, le nom hongrois Zsarnó était d'usage. À la libération, la commune a été réintégrée dans la Tchécoslovaquie reconstituée.

## Démographie

### Évolution de la population
| Année:               | 1994. | 2004.    | 2014.   | 2024.   |
| -------------------- | ----- | -------- | ------- | ------- |
| Nombre de personnes: | 364   | 419      | 417     | 451     |
| Différence:          |       | +15,10 % | -0,47 % | +8,15 % |

| Année:               | 2023. | 2024.   |
| -------------------- | ----- | ------- |
| Nombre de personnes: | 453   | 451     |
| Différence:          |       | -0,44 % |